# Pisenus formosanus
Pisenus formosanus là một loài bọ cánh cứng trong họ Tetratomidae. Loài này được Miyatake miêu tả khoa học đầu tiên năm 1974.